# Andriej Ałdan
Andriej Gieorgijewicz Ałdan (Nerianin), ros. Андрей Георгиевич Алдан (Нерянин) (ur. 11 października?/24 października 1904 na Uralu, zm. 10 stycznia 1957 w Waszyngtonie) – radziecki wojskowy (pułkownik), szef oddziału operacyjnego w sztabie Sił Zbrojnych Komitetu Wyzwolenia Narodów Rosji pod koniec II wojny światowej, emigracyjny działacz antysowiecki.

## Życiorys
W 1913 ukończył szkołę cerkiewną. W 1919 wstąpił ochotniczo do armii bolszewickiej. Brał udział w wojnie domowej z białymi. W połowie lat 20. przeszedł kursy piechoty. W 1932 r. został wykluczony z partii komunistycznej za odchylenie trockistowskie, ale wkrótce przyjęto go z powrotem. W 1934 r. ukończył Akademię Wojskową im. M. Frunzego. W Armii Czerwonej służył jako szef oddziału operacyjnego w sztabie Uralskiego Okręgu Wojskowego. W momencie najazdu Niemiec na ZSRR 22 czerwca 1941 był szefem oddziału operacyjnego w sztabie 20 Armii. 3 listopada tego roku w rejonie Wiaźmy dostał się do niewoli niemieckiej i został osadzony w oflagu. Podjął kolaborację z Niemcami. Od 2 kwietnia 1942 pracował w antykominternowskim tzw. Biurze Albrechta (zajmował się propagandą antykomunistyczną). 17 stycznia 1944 r. został oficjalnie pozbawiony statusu jeńca wojennego. 11 stycznia 1945 wstąpił do Rosyjskiej Armii Wyzwoleńczej (ROA) gen. Andrieja Własowa. Objął funkcję szefa oddziału operacyjnego w sztabie Sił Zbrojnych Komitetu Wyzwolenia Narodów Rosji. Po zakończeniu wojny znalazł się na terenach zajętych przez wojska alianckie. Uniknął repatriacji do ZSRR. Na emigracji w USA działał w rosyjskich organizacjach antysowieckich. Zmarł 10 stycznia 1957 w Waszyngtonie.